# Joy Lauren
Joy Lauren, właściwie Joy Jorgensen (ur. 18 października 1989 w Atlancie, w stanie Georgia) – amerykańska aktorka filmowa i telewizyjna. Występowała w roli Danielle Van De Kamp w serialu Gotowe na wszystko.

## Życiorys
Ma duńskie korzenie. Od 1 do 4 roku życia wychowywała się w Vail w stanie Kolorado. Uczęszczała do Galloway School. Pojawiła się w kilku spektaklach w teatrze Alliance. Gdy miała 11 lat, razem z matką przeniosła się do Los Angeles, aby zająć się karierą aktorską. Ukończyła liceum w wieku 14 lat.

## Filmografia
- 2013: House of Dust jako Blythe
- 2007: Tooth jako Amy Johnson

## Seriale
- 2007: Prywatna praktyka jako Darcy
- 2007: Shark jako Krystie Mays
- 2005: Podkomisarz Brenda Johnson jako Angela Carter
- 2004: Gotowe na wszystko jako Danielle Van De Kamp
- 2003: Byle do przodu jako Jenna
- 2002: Lizzie McGuire jako główna cheerleaderka
- 2002: Babski oddział jako Mary Ellen Smith